# Czerwona Ukraina
Czerwona Ukraina (ukr. Червона Украина) – radziecki krążownik lekki z okresu międzywojennego i II wojny światowej. Był jedynym zbudowanym zgodnie z projektem okrętem typu Admirał Nachimow (w niektórych publikacjach zaliczany do typu Swietłana). Budowę rozpoczęto dla marynarki wojennej carskiej Rosji w 1913 roku, lecz ukończono dopiero w 1927 roku. Należał do Floty Czarnomorskiej. Brał udział w działaniach II wojny światowej na Morzu Czarnym, gdzie został zatopiony przez niemieckie lotnictwo w listopadzie 1941 roku.

## Budowa
Budowę „Czerwonej Ukrainy” rozpoczęto w 1913 roku jako krążownika „Admirał Nachimow” – głównej jednostki z czterech krążowników lekkich typu Admirał Nachimow, dla rosyjskiej carskiej Floty Czarnomorskiej. Projekt okrętów wywodził się z budowanych dla Floty Bałtyckiej krążowników typu Swietłana, od których różnił się nieco większymi wymiarami (w niektórych publikacjach nie odróżnia się osobno typu Nachimow od Swietłana). Z powodu wybuchu I wojny światowej, a następnie rewolucji w Rosji, żaden z krążowników nie został ukończony w terminie. Ostatecznie tylko „Admirał Nachimow” został ukończony według pierwotnego projektu, jako „Czerwona Ukraina”, natomiast „Admirał Łazariew” został przeprojektowany (jako „Krasnyj Kawkaz”), a z budowy pozostałych dwóch zrezygnowano. 
Stępkę pod budowę „Admirała Nachimowa” położono 19 października 1913 roku w stoczni Russud w Mikołajowie na Ukrainie, wraz z bliźniaczym „Admirałem Łazariewem” (1 listopada nowego stylu – daty sprzed 1918 roku podane w starym stylu). Faktycznie budowę rozpoczęto jednak dopiero w lipcu 1914 roku. Oficjalne zamówienie na budowę okrętu zostało złożone w stoczni Russud 11 marca 1914 roku, z terminem ukończenia określonym na 20 października 1916 roku. Urządzenia napędowe miała wykonać stocznia OZNiW w Mikołajowie. Początkowo prace przy kadłubie przebiegały sprawnie i wodowano go 24 października (6 listopada nowego stylu) 1915 roku, lecz na etapie wyposażania wystąpiły opóźnienia z powodu trudności wojennych i konieczności sprowadzenia elementów turbin z Wielkiej Brytanii. Nowy termin oddania okrętu przewidziano na marzec, a następnie lipiec 1917 roku, lecz również nie został on dotrzymany, a dalsze opóźnienia budowy wywołała rewolucyjna sytuacja wewnętrzna w Rosji. Po rewolucji lutowej Rząd Tymczasowy zdecydował 11 października 1917 roku kontynuować prace nad „Admirałem Nachimowem” z uwagi na stopień zaawansowania, lecz okrętu nie udało się ukończyć. Do początku 1918 roku brakowało m.in. części rurociągów i większości uzbrojenia, a w marcu 1918 roku Mikołajów został zajęty przez wojska państw centralnych i prace przerwano. Następnie miasto przechodziło z rąk do rąk podczas wojny domowej. Między innymi, nieukończony krążownik w skład swojej floty zaliczyli Ukraińcy i 27 stycznia 1919 roku przemianowali go na „Hetman Bohdan Chmelnyćkyj” (Гетьман Богдан Хмельницький), ale już w lutym miasto i okręty zostały przejęte przez siły interwentów i białych. W marcu 1919 r. Mikołajów opanowali z kolei czerwoni, w maju - zbuntowani marynarze popierający powstanie atamana Hryhorjewa, zaś w sierpniu 1919 r. - ponownie białe Siły Zbrojne Południa Rosji. W styczniu 1920 roku opuszczające Mikołajów białe oddziały gen. Nikołaja Szyllinga ewakuowały nieukończony krążownik do Odessy, a następnie, gdy również obrona Odessy okazała się niemożliwa, próbowały przeprowadzić go do Sewastopola, lecz został on porzucony po wejściu na mieliznę 8 lutego 1920 roku. W lutym 1920 roku władze radzieckie zdjęły okręt z mielizny i przeprowadziły z powrotem do Mikołajowa, lecz z powodu trudnej sytuacji ekonomicznej Rosji radzieckiej, początkowo nie prowadzono prac. Okręt miał wówczas stopień gotowości 84,6%.
7 grudnia 1922 roku „Admirał Nachimow” otrzymał nową, „rewolucyjną” nazwę „Czerwona Ukraina”. Podjęto decyzję o dokończeniu budowy według pierwotnego projektu, z niewielkimi zmianami uzbrojenia (głównie zastąpienie 4 dział przeciwlotniczych 63,3 mm przez działa 75 mm). 1 kwietnia 1923 roku podjęto prace w stoczni im. A. Marty w Mikołajowie. W 1926 roku rozpoczęto próby morskie okrętu, a 21 marca 1927 roku wszedł on do służby w radzieckich Siłach Morskich Morza Czarnego. Podobnym ukończonym okrętem był „Profintern” bałtyckiego typu Swietłana (późniejszy „Krasnyj Krym”).

## Opis, ocena i modernizacje
Ogólny opis w artykule krążowniki typu Admirał Nachimow
W chwili wejścia do służby okręt był już jednostką przestarzałą, przede wszystkim z powodu mało racjonalnego rozmieszczenia artylerii głównej na burtach, typowego dla krążowników sprzed I wojny światowej, w połączeniu z mniejszym od typowego dla krążowników lekkich kalibrem dział. Artylerię główną stanowiło aż 15 pojedynczych dział kalibru 130 mm, z których jednak tylko 8 stanowiło salwę burtową. 9 dział było umieszczonych w stanowiskach na pokładzie, chronionych maskami przeciwodłamkowymi grubości 25 mm, a pozostałe 6 w analogicznie chronionych kazamatach. Artyleria główna nie była modernizowana, poza wprowadzeniem nowszej amunicji. Uzbrojenie „Czerwonej Ukrainy”, jakkolwiek przewyższające liczbą dział krążowniki okresu I wojny światowej i lat 20., ogólnie ustępowało powojennym zagranicznym krążownikom lekkim, uzbrojonym w racjonalniej rozmieszczone działa większego kalibru 152 mm. Niemniej jednak na przewidywanym akwenie działań – Morzu Czarnym, okręt nie miał liczących się przeciwników, a podczas II wojny światowej okazał się użyteczny w ostrzeliwaniu celów lądowych. 

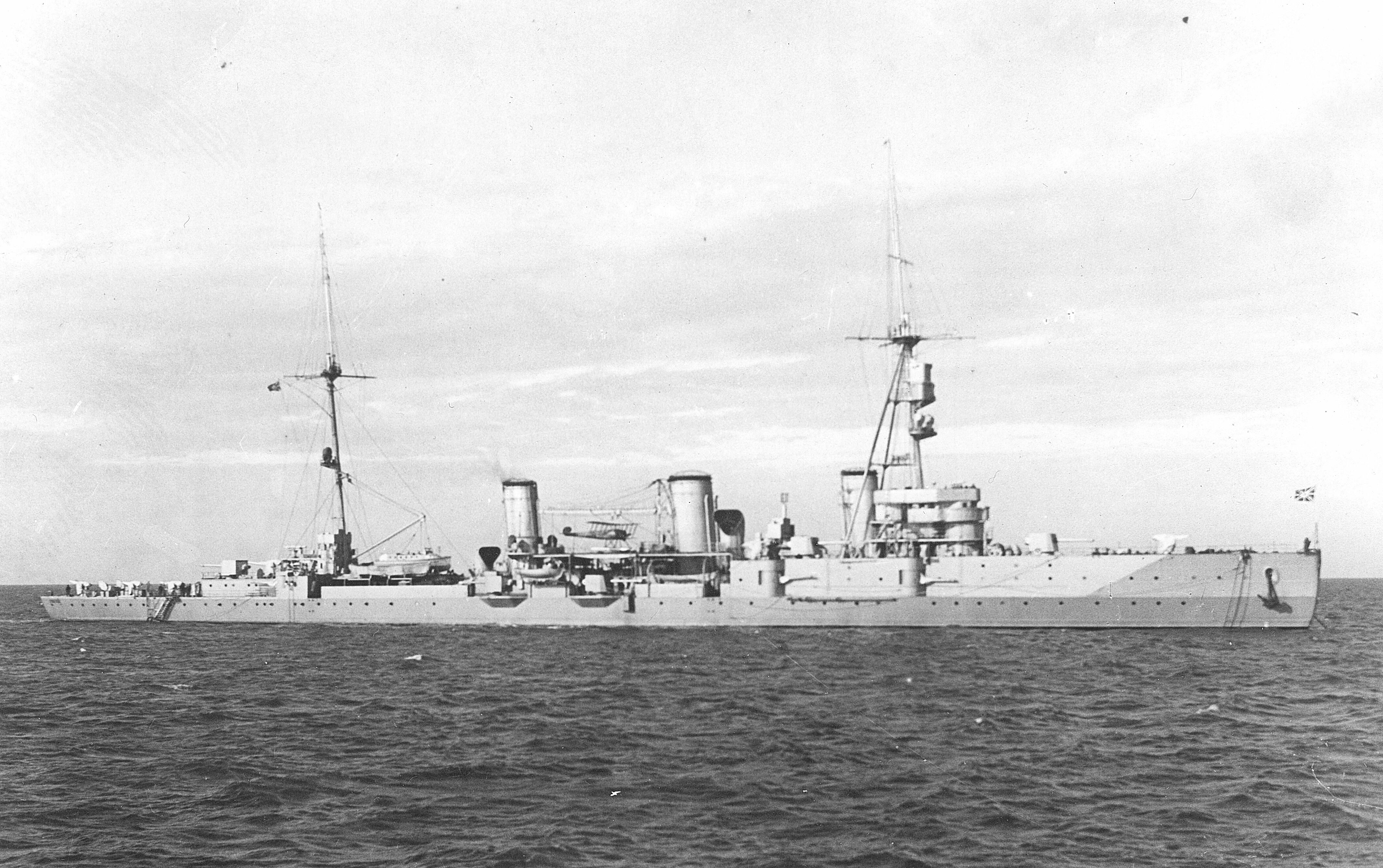
„Czerwona Ukraina” w latach 1927–1930 (widoczny wodnosamolot MU-1)

W burtach na dziobie znajdowały się kazamaty 4 dział 130 mm – po dwa na burtę. Na pokładzie dziobowym znajdowało się pojedyncze działo 130 mm, za nim mało rozbudowana nadbudówka połączona z masztem i przednim kominem, a dalej dwa stanowiska dział 130 mm na burtach. Na rufie była niska nadbudówka, na której znajdowały się dwa stanowiska dział obok siebie, a w jej ścianach były kazamaty dwóch dalszych dział 130 mm. Pozostałe 4 działa 130 mm umieszczone były na sponsonach pokładu na śródokręciu, po dwa na burtę.
Uzbrojenie przeciwlotnicze po wejściu do służby stanowiło 8 pojedynczych dział 75 mm L/50 wzór 1928 (zmodernizowane działa Canet), na podstawach Mellera. Umieszczone były na pokładzie: jedno na samym dziobie (przed działem artylerii głównej), dwa przed drugim kominem (na końcu pokładu dziobowego, nad kazamatami), dwa na nadbudówce rufowej (przed działami artylerii głównej) i trzy w układzie trójkąta na pokładzie rufowym. Uzbrojenie to było teoretycznie silne, lecz działa 75 mm na podstawach Mellera okazały się niedogodne w obsłudze i problematyczne w naprowadzaniu na cel i w 1934 roku zastąpiono je przez 6 starszych, lecz sprawdzonych dział 76 mm 8-K Lendera wzór 1915. W 1936 roku zastąpiono je ostatecznie przez 3 dwudziałowe stanowiska włoskich dział 100 mm Minzini, z maskami ochronnymi (jedno na pokładzie dziobowym, przed armatą 130 mm i dwa na pokładzie rufowym, obok siebie). Stanowiska te ważyły po ok. 15 ton każde. Były one nowocześniejsze i o lepszych parametrach od dotychczasowych dział, lecz ich skuteczność ograniczał przestarzały centralny system kierowania ogniem, pochodzący sprzed I wojny światowej, powodujący, że działa w praktyce były naprowadzane przez ich obsady samodzielnie. Utrudnione było też donoszenie do nich amunicji, zwłaszcza do działa wysuniętego na dziobie. 
Lekkie uzbrojenie przeciwlotnicze pojawiło się na okręcie dopiero w latach 1937-38, gdy dodano 6 pojedynczych armat plot 45 mm 21-K (dwie obok siebie na każdej z burt pomiędzy pierwszym a drugim kominem, na końcu pokładu dziobowego, i po jednej na każdej burcie na nadbudówce rufowej). Półautomatyczne działka 45 mm były jednak mało skuteczne i planowano ich wymianę na automatyczne armaty 37 mm 70-K, lecz z powodu ich ograniczonej produkcji, „Czerwona Ukraina” nie zdążyła ich otrzymać. Jedynie przed wybuchem wojny z Niemcami istniejące od początku 2-4 karabiny maszynowe Maxim zastąpiono przez 7 pojedynczych wkm 12,7 mm DSzK.
Początkowo uzbrojenie torpedowe stanowiły tylko 2 przestarzałe podwodne wyrzutnie torped 450 mm na śródokręciu (po jednej na burtę). W latach 1929–30 zastąpiono je przez 12 wyrzutni torped 450 mm w czterech potrójnych aparatach torpedowych na pokładzie na śródokręciu (po dwa na burtach – w rejonie drugiego komina i za trzecim kominem). „Czerwona Ukraina” miała aparaty torpedowe rozmieszczone inaczej niż na krążowniku „Krasnyj Krym” i w przeciwieństwie do niego, nie otrzymała ostatecznie wyrzutni torped 533 mm. Okręt mógł przenosić do 100 min morskich oraz, od lat 30., 30 bomb głębinowych (co było rzadkością na krążownikach). 
Już w 1916 roku przewidziano wyposażenie krążowników typu Admirał Nachimow w dwa wodnosamoloty rozpoznawcze Tellier, przenoszone na platformie za drugim kominem i spuszczane na wodę dźwigami. Na etapie budowy „Czerwona Ukraina” została wyposażona w tym celu w masywne dźwigi za drugim kominem (o odmiennej konstrukcji, niż zamontowane później na „Krasnym Krymie”), modyfikowane podczas dalszej służby. Przenoszono początkowo 2-3 wodnosamoloty pływakowe MU-1 (Avro 504), a od roku 1930 dwie łodzie latające KR-1 (Heinkel HD.55). Testowane były także wodnosamoloty Junkers Ju 20, lecz okazały się zbyt duże. W związku z wycofaniem wodnosamolotów KR-1 w 1939 roku, na przełomie lat 30. i 40. zdjęto przestarzałe wyposażenie lotnicze, razem z dźwigami. 
Główny burtowy pas pancerny na linii wodnej ciągnął się na większości długości okrętu i miał grubość 75 mm i wysokość 2,1 m, wykonany był z cementowanej stali Kruppa. Nad nim rozciągał się górny pas, grubości 25 mm, wysokości 2,25 m, na całej długości kadłuba. Dolny pokład (na wysokości górnej krawędzi głównego pasa pancernego) miał grubość 20 mm, górny pokład miał również grubość 20 mm. Maszyna sterowa była przykryta pancerzem 25 mm. Na rufie była poprzeczna gródź pancerna grubości 50 mm. Stanowisko dowodzenia było chronione pancerzem 75 mm (podłoga i dach 50 mm).
W latach 1939-1941 kotły krążownika dostosowano do opalania paliwem płynnym zamiast węglem. W latach 1934–35 skrócono maszty i zmodyfikowano stanowiska obserwacyjne na nich, na mostku dodano także dalmierz 6-metrowy DM-6.

## Służba

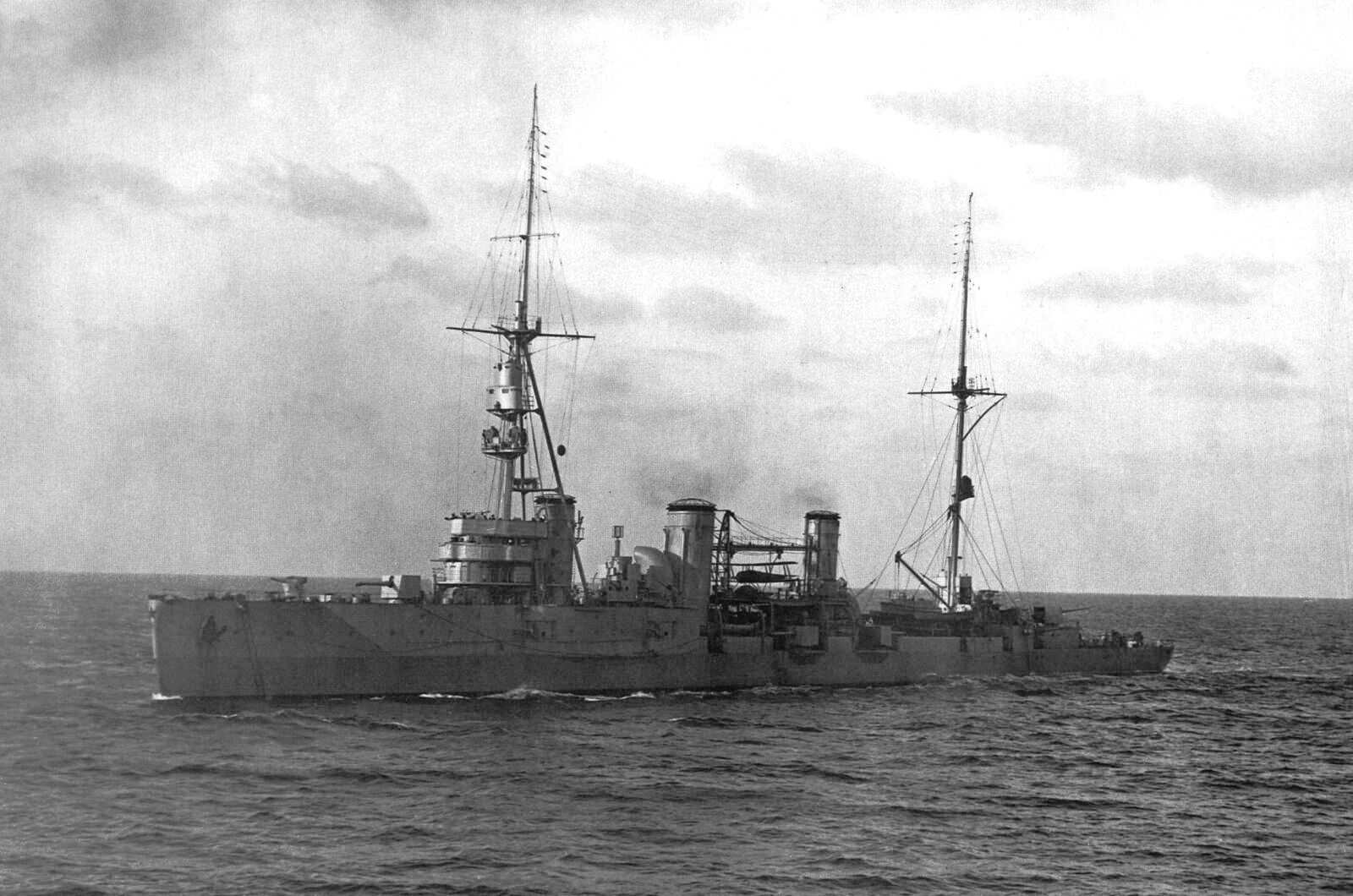
„Czerwona Ukraina” w latach 1927–1930

### Okres międzywojenny
Po wejściu do służby krążownik był największym i najnowszym radzieckim okrętem na Morzu Czarnym, dlatego został okrętem flagowym tej floty i pełnił funkcje szkoleniowe i reprezentacyjne. Pierwszym dowódcą był N. Nieswicki. W maju 1928 roku okręt odbył pierwszy rejs zagraniczny, do Stambułu w Turcji (z niszczycielami „Pietrowskij”, „Szaumian” i „Frunze”). W 1930 roku odwiedził Stambuł, Messynę i Pireus. Przydzielono go następnie do odtworzonej Floty Czarnomorskiej. W 1932 roku przeprowadzono remont kapitalny okrętu. W latach 1934–36 dowódcą okrętu był Nikołaj Kuzniecow. Okręt ponownie odwiedził Stambuł w 1933 i 1935 roku. 
W latach 30. kilkakrotnie modernizowano uzbrojenie przeciwlotnicze, w sposób opisany wyżej. Wyporność pełna sięgnęła ok. 8400 t, a załoga 830 osób. Od 26 sierpnia 1939 roku do 1 maja 1941 roku prowadzono remont układu napędowego, połączony z przystosowaniem do opalania tylko paliwem płynnym (zamiast mieszanego węglem i paliwa płynnego).

### II wojna światowa
W chwili wybuchu wojny niemiecko-radzieckiej 22 czerwca 1941 roku, okręt wchodził w skład brygady krążowników w Sewastopolu. Jego dowódcą był kapitan I rangi (kmdr) Nikołaj Basisty. Pierwszą akcją bojową było stawianie obronnych zagród minowych w dniach 23-25 czerwca 1941 roku. Od 6 lipca 1941 roku okręt bazował w Noworosyjsku. Od 29 sierpnia do 1 września wspierał ogniem obronę Odessy (wystrzelono 832 pociski 130 mm). W październiku okręt ewakuował w kilku rejsach obrońców z Odessy i wyspy Tendra do Sewastopola, w tym 16 października z Odessy – 1164 osoby. 15 października ostrzeliwał dwukrotnie cele lądowe. 5 listopada dowódcą został kapitan II rangi (kmdr por.) Iwan Zaruba. 
W dniach 8-11 listopada krążownik pozostawał zakotwiczony w porcie w Sewastopolu, wspierając ogniem jego obronę. 12 listopada 1941 roku między godz. 12 – 12.15, w nalocie 28 niemieckich bombowców nurkujących Junkers Ju 87 z II./StG.77 z IV Korpusu Lotniczego, okręt otrzymał bezpośrednie trafienie bombą 100 kg w rejonie lewoburtowej wyrzutni torped na śródokręciu oraz dwa bliskie trafienia bombami 300 kg i jedno bombą 100 kg. Zginęło ponad 70 marynarzy. W dwóch miejscach zostało rozerwane dno okrętu i na skutek przecieków, których nie zdołano opanować, krążownik ok. 4.10 następnego dnia zatonął na płytkiej wodzie z przechyłem na lewą burtę, po opuszczeniu go przez załogę. Na skutek zatonięcia zginęło 5 marynarzy.

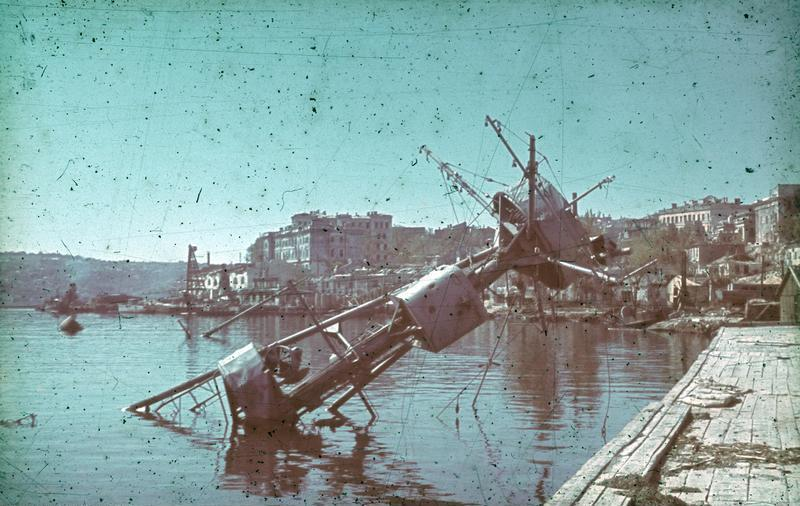
Widoczny maszt zatopionej „Czerwonej Ukrainy”, 1942 r.

W ciągu następnych dni zdołano zdjąć z wraku 9 dział 130 mm, 3 stanowiska dział przeciwlotniczych 100 mm, działa mniejszych kalibrów, aparat torpedowy i zapasy amunicji i żywności. Z dział 130 mm utworzono 4 baterie artylerii nadbrzeżnej Sewastopola (Nr 112 – 115), a dwa dwudziałowe stanowiska dział 100 mm zamontowano na krążowniku „Krasnyj Kawkaz”, podobnie jak jedną ze śrub napędowych (w miejsce uszkodzonej). Krążownik „Czerwona Ukraina” skreślono z listy floty 17 grudnia 1941 roku. 2 kwietnia 1942 roku wrak został dodatkowo zbombardowany przez Niemców. Po wojnie, 3 listopada 1947 roku wrak został podniesiony, po czym 8 lutego 1948 roku zadokowany. Po częściowym remoncie, krążownik został 11 kwietnia 1949 roku przekształcony na obiekt szkolny, a 6 lutego 1950 oznaczony STŻ-4 (СТЖ-4). 30 października 1950 roku przekształcono krążownik w okręt-cel do strzelań artyleryjskich z oznaczeniem CŁ-53 (ЦЛ-53). 10 maja 1952 roku został skreślony z listy floty i osadzony na mieliźnie w rejonie półwyspu Bakajskaja na Krymie, jako cel dla lotnictwa, po czym został zniszczony w kolejnych latach. Wrak spoczywa w rejonie pozycji 45°50′N 33°09′E/45,833333 33,150000.

### Dane techniczne
- wyporność[25]: 
  - standardowa: 7480 t
  - pełna: 8268 t (8400 t po modernizacji)
- wymiary:[1]
  - długość całkowita: 166,8 m
  - długość na linii wodnej: 163,2 m
  - szerokość: 15,71 m
  - zanurzenie: 6,2 m
- siłownia: 4 turbiny parowe Brown-Boveri-Parsons o mocy 50 000 KM (55 000 KM na próbach), 14 kotłów parowych Yarrow (ciśnienie 17,5 at.), 4 śruby napędowe
- prędkość maksymalna: 29,82 węzła (maksymalna na próbach)
- zasięg: 2700 Mm przy prędkości 14 w.[1]
- załoga: 852 ludzi[2]

### Uzbrojenie
Początkowe
- 15 dział kalibru 130 mm wz. 1911 (15 x I)
  - długość lufy L/55 (55 kalibrów), kąt podniesienia od -5° do +30°, masa pocisku 36,86 kg, donośność maksymalna do 18 290 m, szybkostrzelność prakt. do 12 strz./min, prędkość początkowa 823 m/s, zapas amunicji po 175 pocisków[26]
- 8 dział plot. 75 mm wz. 1928 Mellera (8 x I)[27]
  - długość lufy L/50, kąt podniesienia +75°, masa pocisku 5,73 kg, donośność pozioma 9150 m (podniesienie 30°), pionowa 4908 m (podniesienie 60°)[28]
- 2-4 karabinów maszynowych 7,62 mm Maxim
- 12 wyrzutni torpedowych 450 mm w aparatach torpedowych wz. 13 (4 x III) (od 1930; początkowo dwie stałe podwodne wt)[27]
- 100 min morskich wz. 26 lub 90 KD-1 (możliwość przenoszenia)[27]

Lata 1936-1941
- 15 dział kalibru 130 mm wz. 1911 (15 x I)
  - długość lufy L/55, kąt podniesienia od -5° do +30°, masa pocisku 33,5-34,17 kg, donośność maksymalna 22 315 m, szybkostrzelność prakt. do 12 strz./min, prędkość początkowa 861 m/s, zapas amunicji po 175 pocisków[29]
- 6 dział plot. 100 mm Minzini (3 x II)
  - długość lufy L/50, kąt podniesienia od -5° do +75°, masa pocisku 13,75-15,8 kg, donośność pozioma 19 570 m, pionowa ok. 10 000 m[30]
- 6 półautomatycznych dział plot. 45 mm 21-K (6 x I) (od końca lat 30.)
- 7 wkm 12,7 mm DSzK (7 x I) (od końca lat 30.)
- 12 wyrzutni torpedowych 450 mm (4 x III)
- 100 min morskich wz. 26 lub 90 KD-1 (możliwość przenoszenia)
- 30 bomb głębinowych: 10 dużych B-1 (2 zrzutnie) i 20 małych M-1 (6 zrzutni)[17]

Wyposażenie
- dalmierz 6-metrowy
- dalmierz 4-metrowy
- 4 dalmierze 3-metrowe
- 7→5 reflektorów[27]
- 2-3 wodnosamoloty MU-1 (Avro 504), następnie 2 KR-1 (Heinkel HD.55) (do 1939 r.)[17]
- trał parawan